# Persone di cognome Gonzaga/Nobili
| Questa pagina contiene informazioni ricavate automaticamente dalle voci biografiche con l'ausilio del template Bio e di un bot. L'aggiornamento è periodico e automatico e ricostruisce completamente la pagina. Se manca una persona in questa lista, sei pregato di non aggiungerla, ma accertati piuttosto che la sua voce biografica contenga il template Bio e che i dati anagrafici siano correttamente compilati. Se il template Bio manca, inseriscilo tu stesso o, in alternativa, metti l'avviso {{tmp\|Bio}} che ne segnala la mancanza. Se i dati riportati sono sbagliati, correggi direttamente la voce biografica; le modifiche saranno visibili in questa lista entro pochi giorni. Per chiarimenti vedi il progetto antroponimi. La lista contiene solo le 144 persone che sono citate nell'enciclopedia e per le quali è stato implementato correttamente il template Bio. Pagina aggiornata al 7 ago 2025. |

Questa è una lista di persone presenti nell'enciclopedia che hanno il cognome Gonzaga e sono nobili.

## A(17)
- Alessandro I Gonzaga, nobile italiano (n. 1496 - Napoli, † 1530)
- Achille Gonzaga, nobile italiano (n. 1822 - Volta Mantovana, † 1870)
- Alda Gonzaga, nobile italiana (Mantova - Padova, † 1405)
- Alessandro Gonzaga, nobile (Mantova, n. 1427 - Mantova, † 1466)
- Alessandro II Gonzaga, nobile italiano (Novellara, n. 1611 - Novellara, † 1644)
- Alessandro Gonzaga, nobile e politico italiano (n. 1570 - † 1625)
- Alfonso I Gonzaga, nobile italiano (Torino, n. 1529 - Novellara, † 1589)
- Alfonso II Gonzaga, nobile (Novellara, n. 1616 - Novellara, † 1678)
- Aloisia Gonzaga, nobile italiana (Novellara)
- Andrea Gonzaga, nobile italiano (Palermo, n. 1539 - Mantova, † 1586)
- Andrea Gonzaga, nobile († 1686)
- Anna Caterina Gonzaga, nobile italiana (Mantova, n. 1566 - Innsbruck, † 1621)
- Anna Maria di Gonzaga-Nevers, nobile francese (Parigi, n. 1616 - Parigi, † 1684)
- Anna Isabella Gonzaga, nobile italiana (Guastalla, n. 1655 - Mantova, † 1703)
- Annibale Gonzaga, nobile e militare italiano (Novellara, n. 1507 - Busca, † 1537)
- Antonio Ferrante Gonzaga, nobile italiano (Guastalla, n. 1687 - Guastalla, † 1729)
- Antonio Francesco Gonzaga, nobile e militare italiano (n. 1831 - † 1899)

## B(4)
- Barbara Gonzaga, nobile italiana (Mantova, n. 1455 - Böblingen, † 1503)
- Barbara Gonzaga, nobile italiana (n. 1482 - Viadana, † 1558)
- Basilio Gonzaga, nobile italiano (n. 1711 - † 1782)
- Beatrice Gonzaga, nobile italiana (Mantova - Ferrara)

## C(21)
- Cesare I Gonzaga, nobile italiano (n. 1536 - Guastalla, † 1575)
- Cesare II Gonzaga, nobile italiano (Mantova, n. 1592 - Vienna, † 1632)
- Claudio I Gonzaga, nobile italiano (n. 1578 - † 1621)
- Corrado Gonzaga di Palazzolo, nobile italiano (n. 1674 - † 1751)
- Camilla Gonzaga, nobile italiana (Vescovato, n. 1500 - San Secondo Parmense, † 1585)
- Camillo I Gonzaga, nobile e militare italiano (Bologna, n. 1521 - Novellara, † 1595)
- Camillo II Gonzaga, nobile italiano (Novellara, n. 1581 - Novellara, † 1650)
- Carlo Gonzaga, nobile (Mantova, n. 1417 - Ferrara, † 1456)
- Carlo Gonzaga, nobile italiano (Castiglione delle Stiviere, n. 1616 - Solferino, † 1680)
- Carlo Gonzaga, nobile italiano (Vescovato, n. 1551 - Siena, † 1614)
- Carlo Giuseppe Gonzaga, nobile italiano (n. 1664 - † 1703)
- Caterina Gonzaga, nobile italiana (Castel Goffredo, n. 1574 - Milano, † 1615)
- Caterina Secco Gonzaga, nobile italiana (Mantova)
- Caterina Gonzaga di Novellara, nobile italiana (Novellara - Padova, † 1438)
- Caterina Gonzaga di Montevecchio, nobile italiana (Mantova, n. 1476)
- Chiara Gonzaga, nobile (Mantova, n. 1464 - Alvernia, † 1503)
- Claudio Gonzaga, nobile italiano (n. 1548 - Mantova, † 1588)
- Claudio II Gonzaga, nobile italiano (n. 1644 - Venezia, † 1708)
- Corradino Gonzaga, nobile italiano
- Costanza Gonzaga, nobile italiana (n. 1571 - Giove, † 1651)
- Cristierno Gonzaga, nobile italiano (Castiglione delle Stiviere, n. 1580 - Solferino, † 1630)

## D(4)
- Diana Gonzaga, nobile italiana (n. 1645 - † 1730)
- Diego Gonzaga, nobile italiano (Madrid, n. 1582 - Castiglione delle Stiviere, † 1597)
- Diomede Gonzaga, nobile e politico italiano (Mantova - † 1447)
- Dorotea Gonzaga, nobile (Mantova, n. 1449 - Mantova, † 1467)

## E(5)
- Eleonora Luisa Gonzaga, nobile (Guastalla, n. 1686 - Padova, † 1741)
- Elisabetta Gonzaga, nobile italiana (n. 1348 - † 1383)
- Emanuele Gonzaga, nobile italiano (n. 1858 - Milano, † 1914)
- Ercole Gonzaga, nobile e militare italiano (Milano, † 1640)
- Ercole Gonzaga di Novellara, nobile italiano (Reggio Emilia, † 1536)

## F(30)
- Federico II Gonzaga, nobile e collezionista d'arte italiano (Mantova, n. 1500 - Marmirolo, † 1540)
- Ferrante II Gonzaga, nobile italiano (n. 1563 - Guastalla, † 1630)
- Ferrante III Gonzaga, nobile italiano (Mantova, n. 1618 - Guastalla, † 1678)
- Francesco III Gonzaga, nobile italiano (Mantova, n. 1533 - Mantova, † 1550)
- Francesco IV Gonzaga, nobile italiano (Mantova, n. 1586 - Mantova, † 1612)
- Federico Gonzaga, nobile italiano (n. 1528 - Gazzuolo, † 1570)
- Federico I Gonzaga di Luzzara, nobile e militare italiano (Vicenza, n. 1581 - Treviso, † 1630)
- Federico II Gonzaga di Luzzara, nobile italiano (n. 1636 - † 1698)
- Feltrino II Gonzaga, nobile e condottiero italiano (Novellara - † 1424)
- Ferdinando Gonzaga, nobile e collezionista d'arte italiano (Mantova, n. 1587 - Mantova, † 1626)
- Ferdinando I Gonzaga, nobile italiano (Castiglione delle Stiviere, n. 1614 - Castiglione delle Stiviere, † 1675)
- Ferdinando II Gonzaga, nobile italiano (Solferino, n. 1648 - Venezia, † 1723)
- Ferdinando II Filippo Gonzaga, nobile italiano (n. 1643 - † 1672)
- Ferrante I Gonzaga, nobile e condottiero italiano (Mantova, n. 1507 - Bruxelles, † 1557)
- Ferrante Gonzaga, nobile e condottiero italiano (Castel Goffredo, n. 1544 - Milano, † 1586)
- Filippo Alfonso Gonzaga, nobile italiano (Novellara, n. 1700 - Massa, † 1728)
- Filippo Luigi Gonzaga, nobile italiano (Madrid, n. 1740 - † 1762)
- Francesco II Gonzaga, nobile, condottiero e collezionista d'arte italiano (Mantova, n. 1466 - Mantova, † 1519)
- Francesco Gonzaga, nobile, francescano e vescovo cattolico italiano (Gazzuolo, n. 1546 - Mantova, † 1620)
- Francesco Gonzaga, nobile italiano (Castiglione delle Stiviere, n. 1577 - Maderno, † 1616)
- Francesco Gonzaga, nobile italiano (n. 1684 - Madrid, † 1758)
- Francesco I Gonzaga-Novellara, nobile e militare italiano († 1484)
- Francesco Luigi Gonzaga, nobile (Vescovato, n. 1763 - Venezia, † 1832)
- Francesco Gaetano Gonzaga, nobile italiano (Vescovato, n. 1673 - Vescovato, † 1735)
- Francesco II Gonzaga-Novellara, nobile italiano (n. 1519 - Mantova, † 1577)
- Francesco Giovanni Gonzaga, nobile (n. 1593 - † 1636)
- Francesco Gonzaga di Guido, nobile italiano (Mantova - Mantova, † 1369)
- Francesco Antonio Gonzaga, nobile italiano (n. 1704 - † 1750)
- Francesco Carlo Gonzaga, nobile italiano (n. 1766 - † 1834)
- Francesco Ferrante Gonzaga, nobile italiano (n. 1697 - † 1749)

## G(20)
- Giacomo Gonzaga, nobile italiano († 1441)
- Giampietro Gonzaga, nobile italiano (n. 1469 - † 1515)
- Gian Giordano Gonzaga, nobile italiano (n. 1640 - † 1677)
- Gianfrancesco Gonzaga, nobile italiano (Luzzara, n. 1488 - † 1524)
- Gianfrancesco II Gonzaga, nobile italiano (San Martino dall'Argine, n. 1646 - Verona, † 1703)
- Gianfrancesco Gonzaga, nobile e militare italiano (Vescovato, n. 1674 - Vescovato, † 1720)
- Gianlucido Gonzaga, nobile e religioso italiano (Mantova, n. 1421 - Ceresara, † 1448)
- Giordano Gonzaga, nobile (Vescovato, n. 1553 - Cremona, † 1614)
- Giorgio Gonzaga, nobile italiano (n. 1410 - Novellara, † 1487)
- Giovanni Gonzaga, nobile italiano (Luzzara, n. 1721 - Mantova, † 1794)
- Giovanni Gonzaga, nobile italiano (Mantova, n. 1671 - Mantova, † 1743)
- Giovanni Gonzaga, nobile e religioso italiano (Mantova - Malta, † 1645)
- Giulio Cesare Gonzaga di Bozzolo, nobile italiano (San Martino dall'Argine, n. 1552 - Bozzolo, † 1609)
- Giulio Cesare Gonzaga di Palazzolo, nobile italiano (Borgoforte, n. 1605 - † 1685)
- Giulio Cesare Gonzaga, nobile italiano (Mantova, n. 1557)
- Giuseppe Maria Gonzaga, nobiluomo italiano (Guastalla, n. 1690 - Padova, † 1746)
- Giuseppe Luigi Gonzaga, nobile e militare italiano (n. 1761 - Varsavia, † 1818)
- Guido II Gonzaga, nobile italiano (Novellara, n. 1340 - Novellara, † 1399)
- Guido Sforza Gonzaga, nobile e condottiero italiano (n. 1552 - † 1607)
- Guido I Gonzaga di Bagnolo, nobile e condottiero italiano (Novellara - † 1456)

## I(3)
- Ippolita Gonzaga, nobile italiana (Mantova, n. 1503 - Mantova, † 1570)
- Isabella Gonzaga, nobile italiana (Sabbioneta, n. 1565 - Napoli, † 1637)
- Isabella Gonzaga, nobile italiana (Mantova, n. 1537 - Vicaria, † 1579)

## L(13)
- Ludovico III Gonzaga, nobile, condottiero e collezionista d'arte italiano (n. 1412 - Goito, † 1478)
- Leopoldo Gonzaga, nobile italiano (n. 1716 - Venezia, † 1760)
- Livia, nobile italiana (Mantova, n. 1508 - Mantova, † 1569)
- Ludovico Gonzaga-Nevers, nobile italiano (Mantova, n. 1539 - Nesle, † 1595)
- Luigi Gonzaga, nobile italiano (Castiglione, n. 1611 - Palermo, † 1636)
- Luigi Gonzaga, nobile italiano (Sabbioneta, n. 1566 - Sabbioneta, † 1580)
- Luigi II Gonzaga, nobile italiano (Castiglione delle Stiviere, n. 1680 - Venezia, † 1746)
- Luigi III Gonzaga, nobile e letterato italiano (Venezia, n. 1745 - Vienna, † 1819)
- Luigi I Gonzaga di Luzzara, nobile e militare italiano (n. 1602 - † 1666)
- Luigi II Gonzaga di Luzzara, nobile italiano (n. 1672 - † 1738)
- Luigi Gonzaga, nobile italiano (Luzzara, n. 1538 - Ferrara, † 1570)
- Luigi Gonzaga di Alfonso, nobile spagnolo (Madrid - Roma)
- Luigia Gonzaga, nobile italiana (Mantova, n. 1458 - † 1542)

## M(7)
- Maddalena Gonzaga, nobile italiana (Mantova, n. 1472 - Pesaro, † 1490)
- Margherita Gonzaga, nobile (Mantova, n. 1418 - Governolo, † 1439)
- Margherita Gonzaga, nobile italiana (Mantova)
- Maria Vittoria Gonzaga, nobile italiana (Guastalla, n. 1659 - Venezia, † 1707)
- Massimiliano Gonzaga, nobile italiano (Luzzara, n. 1513 - Luzzara, † 1578)
- Maurizio Ferrante Gonzaga, nobile e generale italiano (Venezia, n. 1861 - Roma, † 1938)
- Maria Gonzaga, nobile italiana (Mantova, n. 1609 - Porto Mantovano, † 1660)

## N(1)
- Niccolò Gonzaga, nobile e ambasciatore italiano (n. 1608 - † 1665)

## O(3)
- Orazio Gonzaga, nobile italiano (Castel Goffredo, n. 1545 - Mantova, † 1587)
- Ottavio Gonzaga, nobile e militare italiano (Palermo, n. 1543 - Milano, † 1583)
- Ottavio I Gonzaga, nobile e militare italiano (n. 1622 - † 1663)

## P(5)
- Paola Gonzaga, nobile italiana (Mantova, n. 1486 - Milano, † 1519)
- Paola Gonzaga, nobile italiana (Mantova, n. 1464 - Gorizia, † 1497)
- Pirro Maria Gonzaga, nobile e ambasciatore italiano (n. 1590 - Vienna, † 1628)
- Pirro Maria Gonzaga, nobile e militare italiano (n. 1646 - † 1707)
- Prospero Gonzaga, nobile italiano (n. 1543 - Mantova, † 1614)

## R(4)
- Ricciarda Gonzaga, nobile italiana (Novellara, n. 1698 - Massa, † 1768)
- Rodolfo Gonzaga, nobile e condottiero italiano (Mantova, n. 1452 - Fornovo, † 1495)
- Rodolfo Gonzaga, nobile italiano (Castiglione delle Stiviere, n. 1569 - Castel Goffredo, † 1593)
- Rodolfo Gonzaga, conte di Poviglio, nobile italiano (Luzzara - Poviglio, † 1553)

## S(3)
- Sigismondo III Gonzaga, nobile italiano (n. 1625 - Mantova, † 1694)
- Silvio Gaetano Gonzaga, nobile italiano (n. 1670 - † 1740)
- Susanna Gonzaga, nobile e religiosa (Mantova, n. 1447 - Mantova, † 1481)

## T(1)
- Tommasina Gonzaga, nobile italiana (Mantova)

## U(1)
- Ugolotto Gonzaga, nobile e militare italiano

## V(2)
- Vincenzo II Gonzaga, nobile italiano (Mantova, n. 1594 - Mantova, † 1627)
- Vincenzo Gonzaga, nobile italiano (n. 1634 - Guastalla, † 1714)